# Bradvari, Silistra
Bradvari (în bulgară Брадвари, în română Baltagiu-Nou) este un sat în comuna Silistra, regiunea Silistra, Dobrogea de Sud, Bulgaria. Între anii 1913-1940 a făcut parte din plasa Accadânlar a județului Durostor, România.    

## Demografie
Componența etnică a satului Bradvari
     Bulgari (1,47%)
     Turci (96,35%)
     Nicio identificare (2,16%)
     Altele (0%)
La recensământul din 2011, populația satului Bradvari era de 1.016 locuitori. Din punct de vedere etnic, majoritatea locuitorilor (96,35%) erau turci, cu o minoritate de bulgari (1,47%). Pentru 2,16% din locuitori nu este cunoscută apartenența etnică.

### Recensământul românesc din 1930
Componența etnică a comunei Baltagiu-Nou (județul Durostor)
     Români (6,86%)
     Bulgari (19,03%)
     Turci (73,12%)
     Altă etnie (0,99%)
Componența confesională a comunei Baltagiu-Nou
     Ortodocși (26,93%)
     Musulmani (72,83%)
     Altă religie (0,24%)
Conform recensământului efectuat în 1930, populația comunei Baltagiu-Nou se ridica la 1.734 locuitori. Majoritatea locuitorilor erau turci (73,12%), cu o minoritate de bulgari (19,03%) și una de români (6,86%). Alte persoane s-au declarat: maghiari (2 persoane), germani (1 persoane), greci (1 persoană) și armeni (13 persoane). Din punct de vedere confesional, majoritatea locuitorilor erau musulmani (72,83%), dar existau și ortodocși (26,93%). Alte persoane au declarat: greco-catolici (1 persoană) și romano-catolici (3 persoane).